# Aeroportul Jabot
Aeroportul Jabot (IATA: JAT) este un aeroport din Insulele Marshall ce deservește zona Insulele Marshall.
Situat la o altitudine de 1 m, aeroportul dispune de o singură pistă.